# Национальный альянс (Италия)
Национальный альянс (итал. Alleanza Nazionale) — националистическая правоконсервативная партия в Италии. Создана в 1995 г. на основе неофашистского Итальянского социального движения, чья эмблема в уменьшенном виде сохранена в эмблеме НА. Лидер — Джанфранко Фини. Альянс состоял в коалициях «Полюс свобод» и «Дом свобод» и европейском Альянсе за Европу наций.
На выборах 2006 г. в нижнюю палату парламента НА получил 12,3 % голосов и 71 место из 630, на выборах Сената 12,2 % голосов и 41 место из 315, уйдя в оппозицию. В 2008 г. вновь пришел к власти.
22 марта 2009 года Джанфранко Фини объявил о роспуске своей партии и слиянии её с партией «Вперёд, Италия» (итал. Forza Italia) премьер-министра Сильвио Берлускони. Новая объединённая партия стала называться «Народ свободы» (итал. Il Popolo della Libertà). В том же году Фини стал председателем Палаты депутатов итальянского парламента. Политические трения между Берлускони и Фини обнаружились в ноябре 2009 года в ходе конференции в г. Пескара, посвящённой теме организованной преступности. Думая, что его микрофон был отключён, Фини, в ходе частной беседы со своим собеседником (прокурором Николо Трифоджжи), высказал мнение, что Сильвио Берлускони «путает своё руководство с абсолютной монархией». Во время партийного собрания в Риме 22 апреля 2010 года открытая враждебность между Фини и Берлускони вылилась наружу: премьер-министр призвал Фини немедленно уйти с поста председателя Палаты депутатов, а Фини обвинил своего партнёра по коалиции в недопущении даже малейших разногласий. Оба старались перекричать друг друга, перебивая друг друга на полуслове. Наконец, 30 июля 2010 года Берлускони исключил Фини из партии «Народ Свободы», что может привести к развалу коалиции и досрочным выборам.